# Divya Bharti
Divya Om Prakash Bharti, née le 25 février 1974 à Mumbai (Maharashtra, en Inde) et morte le 5 avril 1993 à Versova (Bombay, Inde), est une actrice indienne.

## Biographie
Divya Bharti meurt le 5 avril 1993, âgée de 19 ans, de blessures à la tête subies après une chute du balcon de son appartement, au cinquième étage, à Versova, dans la banlieue de Mumbai (Bombay).
Elle était en couple avec le producteur Sajid Nadiadwala (en) (du 10 mai 1992 à sa mort, en 1993).

## Filmographie partielle

### Au cinéma
- 1990 : Nilapennay
- 1990 :  Bobbili Raja : Rani
- 1991 : Assembly Rowdy : Pooja
- 1991 : Rowdy Alludu
- 1991 : Naa Ille Naa Swargam
- 1992 : Dil Hi To Hai : Bharati
- 1992 : Dharma Kshetram : Balakrishna
- 1992 : Dil Ka Kya Kasoor : Seema / Shalini Saxena
- 1992 : Shola Aur Shabnam : Divya Thapa
- 1992 : Vishwatma : Kusum
- 1992 : Chitemma Mogudu : Chittemma
- 1992 : Jaan Se Pyaara : Sharmila
- 1992 : Deewana : Kaajal
- 1992 : Balwaan : Priya
- 1992 : Dushman Zamana
- 1992 : Dil Aashna Hai  : Laila / Sitara
- 1992 : Geet : Neha
- 1993 : Tholi Muddhu
- 1993 : Rampur Ka Raja
- 1993 : Andha Insaaf
- 1993 : Kshatriya : Tanvi Singh (Ganga Singh's daughter)
- 1993 : Rang : Kajal
- 1993 : Aadmi : Sharmila P. Singh
- 1993 : Shatranj : Renu

## Récompenses et distinctions
- 1993 : Filmfare Award du meilleur espoir féminin pour son rôle de Kaajal dans Deewana